# Osmoy-Saint-Valery
Osmoy-Saint-Valery is een gemeente in het Franse departement Seine-Maritime (regio Normandië) en telt 310 inwoners (1999). De plaats maakt deel uit van het arrondissement Dieppe.

## Geografie
De oppervlakte van Osmoy-Saint-Valery bedraagt 16,6 km², de bevolkingsdichtheid is 18,7 inwoners per km².
De onderstaande kaart toont de ligging van Osmoy-Saint-Valery met de belangrijkste infrastructuur en aangrenzende gemeenten.

## Demografie
Onderstaande figuur toont het verloop van het inwonertal (bron: INSEE-tellingen).